# Тайтъс Уеливър
Тайтъс Уеливър (на английски: Titus Welliver) (роден на 12 март 1961 г.) е американски актьор. Най-известен е с периодичните си роли в „Дедууд“, „Изгубени“, „Синове на анархията“ и „Добрата съпруга“.